# Wałbrzych

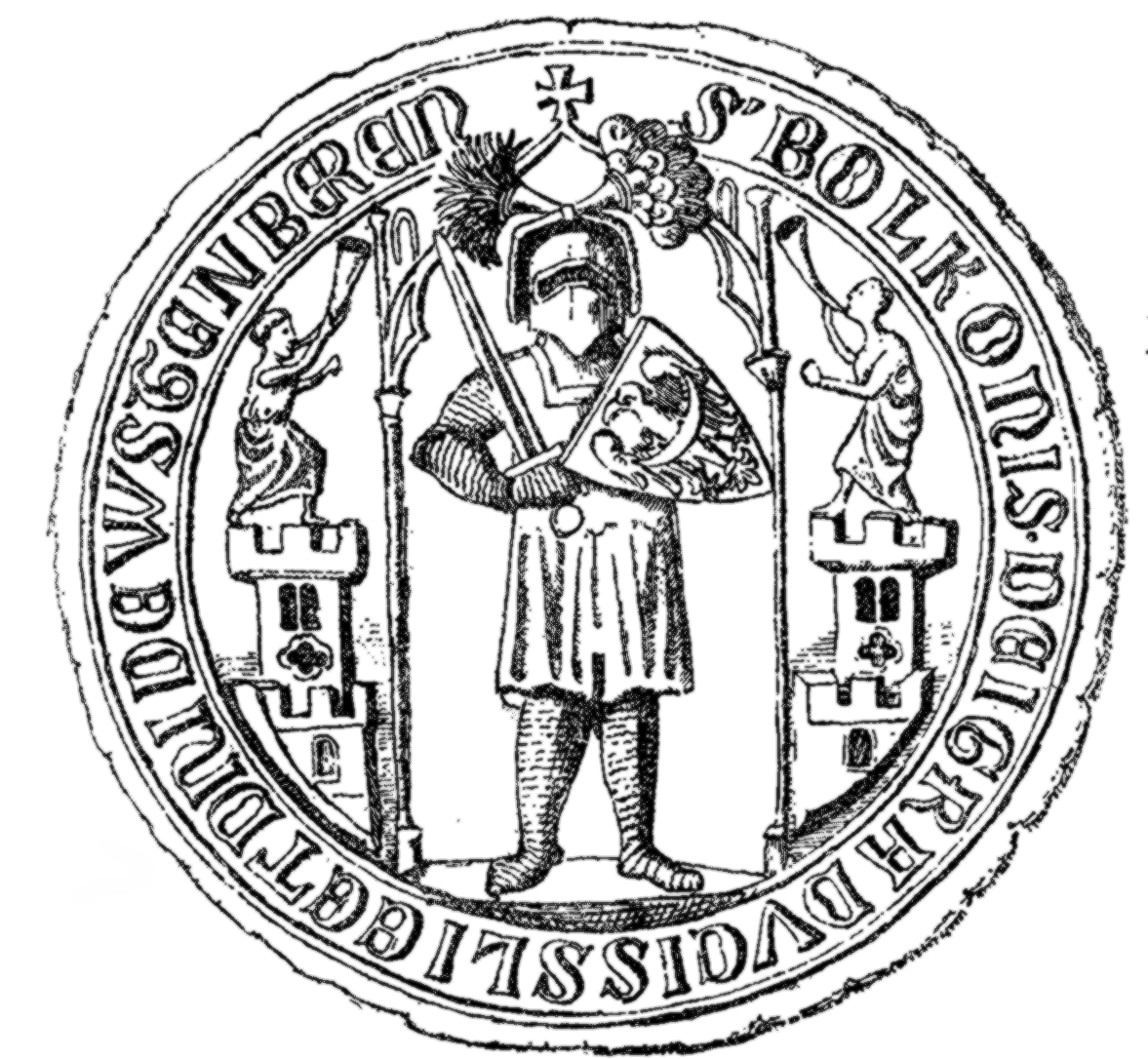
Segell de Bolko I, l'hi mostra com el duc de Vistenberch.

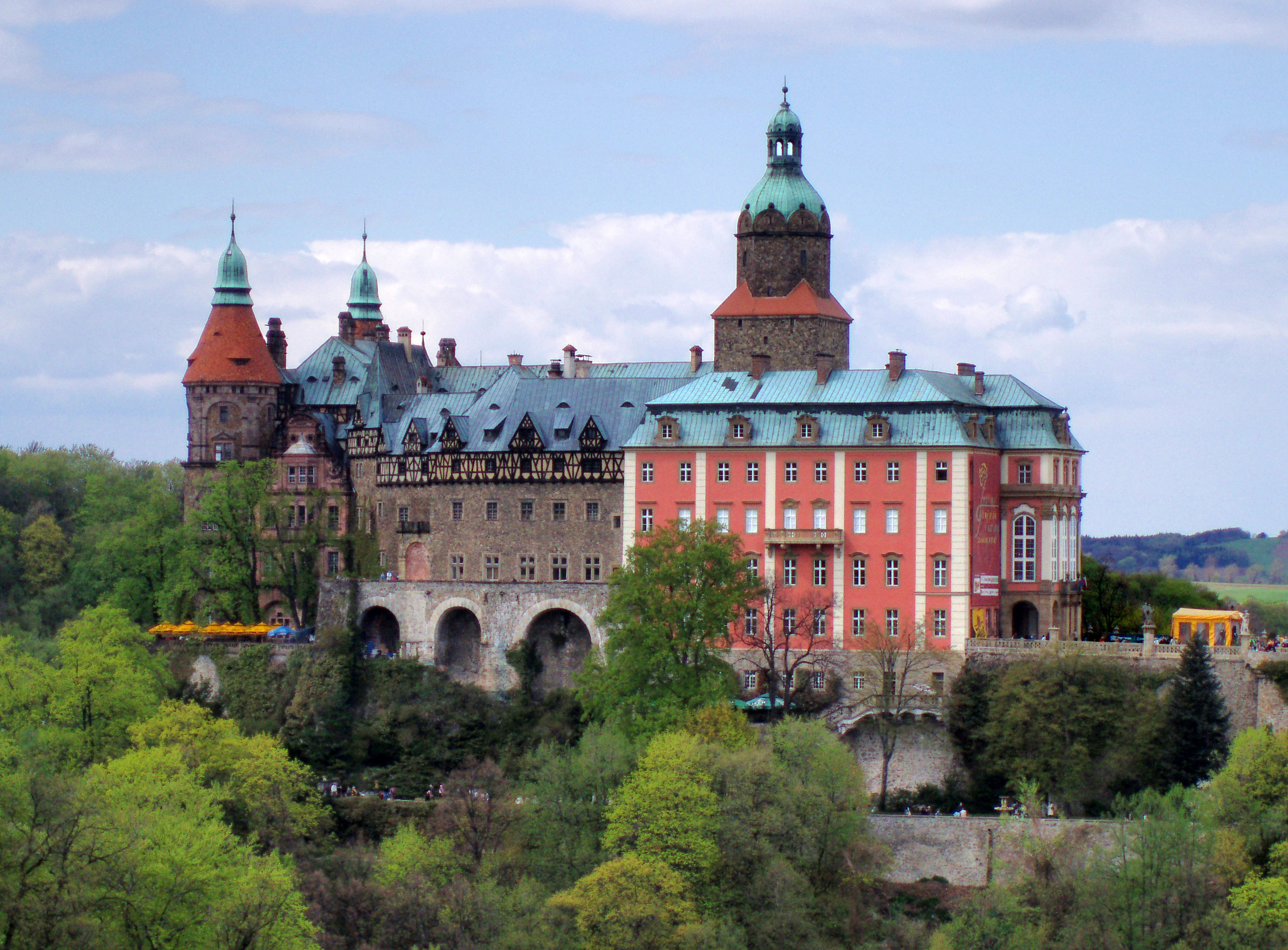
Castell Książ a Wałbrzych.

Wałbrzych és una ciutat polonesa del voivodat de Baixa Silèsia. Té una població de 125.773 habitants (2006), i és la segona ciutat més gran del voivodat després de Wrocław, seguida per Legnica.
Entre el 1975 i el 1998 fou la capital del voivodat de Wałbrzych, ara només és la seu del municipi de Wałbrzych.

## Etimologia
El nom alemany Waldenburg significa 'castell del bosc', i fa referència al castell Nowy Dwór, les runes del qual es troben al sud de l'actual ciutat, i d'aquí el nom va començar a fer-se servir per a tota la ciutat.
El nom polonès de Wałbrzych prové del nom alemany Walbrich, una variació lingüística medieval dels vells noms Wallenberg o Walmberg.

## Història

### Edat mitjana
D'acord amb el lloc web de l'oficina estatal de Wałbrzych, el predecessor de la ciutat fou un assentament eslau d'una època medieval no gaire tardana anomenat Lasogród (castell del bosc), els habitants del qual es dedicaven a la caça, recol·lecció de mel, i més endavant al conreu. Aquest lloc web afegeix que Lasogród es transformà més tard en un fort de defensa, les rests del qual foren destruïdes durant el segle xix quan la ciutat va créixer.

### Edat Moderna
La mineria a l'àrea comença a partir del 1536. L'assentament va transformar-se en un centre industrial a començaments del segle xix, quan la mineria i el tèxtil van prosperar. El 1843 la ciutat va adquirir la seva primera connexió de ferrocarril amb Wrocław. A començaments del segle xx va construir-se una planta de manufactura de vidre i porcellana de taula que encara avui segueix operativa. El 1939 la ciutat ja tenia prop de 65.000 habitants.